# Годендаг
Годенда́г (нидерл. goedendag, дословно — «добрый день») — средневековое древковое оружие ударно-колющего действия: тяжёлая дубина в рост человека с расширявшимся вверху древком, окованным железом и снабжённым острым шипом. 
В другом источнике указано что в средние века (до конца XV столетия), в Западной Европе, заслугам швейцарцев и фламандцев принадлежит возрождение значения пехоты, из богатых граждан формировались отборные части пикинеров с полным предохранительным снаряжением, а остальные вооружались годендагом — толстой палкой с железным яблоком, оканчивавшимся острым наконечником. Годендаг наибольшее распространение получило во Фландрии XIV века.

## Название
Помимо «канонического» написания, в источниках также встречаются варианты godendac, godendard, godendart, godenhoc и другие; французский синоним — plançon a picot (буквально «палка с остриём»). Наиболее распространённая версия связывает происхождение названия этого оружия с событиями «Брюггской заутрени» (1302). Фламандские повстанцы истребляли всех встреченных французов, опознавая их по акценту, для чего обращались с приветствием и/или требовали произнести определённый шибболет. По другой версии, dag — не что иное, как искажённое нидерл. dolk или фр. dague — «кинжал», таким образом, goedendag — дословно «хороший кинжал» (очевидно, отсылка к эффективному действию острия). По третьей, наименее вероятной версии, название происходит от привычки фламандских ополченцев наносить удар рыцарям в шею — одно из уязвимых мест рыцарского доспеха. Склонённая вперёд голова убитого врага напоминала фламандцам приветственный поклон.

## Боевое применение
Фламандские коммунальные ополчения сражались фалангой. В ней было два разряда бойцов: одни с длинными, тяжёлыми пиками с крюком, другие с годендагами. Об их расстановке у историков есть разные точки зрения. Согласно одной, в каждой шеренге пикинёры и бойцы с годендагами стояли через одного, по другой (более распространённой) — первая шеренга состояла из одних пикинёров, вторая из одних дубинщиков и так далее (именно так строй фламандцев изображён на так называемом «Оксфордском сундуке», или «сундуке из Куртре»). Годендагом можно было не только бить, но и колоть как коротким, очень тяжёлым копьём. Держали его двумя руками; щит при этом, как правило, не использовался. Воины в каждой шеренге стояли очень плотно, плечо к плечу. Это было не очень удобно для пехотного боя, но необходимо для отражения тяжёлой конницы. Иначе опытный всадник мог бы воспользоваться малейшим разрывом в частоколе пик для прорыва внутрь фаланги. В то же время вторая шеренга стояла с интервалом — для нанесения эффективного удара годендагом требовался размах. Джованни Виллани приводит такое описание годендага и его применения в битве при Куртре:

…По свою сторону рва фламандцы выстроились вдоль него в виде полумесяца, повторяя его изгиб. Все они спешились, в том числе и дворяне и рыцари, которые, как и простой народ, приготовились защищать свои ряды от прорыва французской конницы. Кто обзавёлся копьём (копья у них окованные железом с острием наподобие тех, что используются при охоте на дикого кабана), кто — суковатыми дубинами величиной с древко копья с большим заострённым железным наконечником и железным кольцом. Это грубое и варварское орудие, позволяющее бить и колоть, они называют «годендак», то есть по-нашему «добрый день»… Когда [французские] рыцари достигли рва, фламандцы атаковали их с обеих сторон, поражая своими дубинками-годендаками головы их коней, отчего те становились на дыбы и поворачивали обратно.
Большая популярность годендага у фламандских ополченцев, очевидно, объяснялась его невысокой стоимостью: по данным на 1304 год он стоил 10 шиллингов (су); для сравнения: стальной нагрудник или небольшой круглый щит обходился в 1 фунт (ливр), что равнялось 20 шиллингам (су), короткая кольчуга — в 10−15 фунтов (ливров), общие расходы на снаряжение пехотинца составляли 20−35 фунтов (ливров). В это время цеховой мастер во Фландрии зарабатывал три шиллинга в день.
Годендаг был запрещён несколькими статутами конца XIV — начала XV веков, и после XIV столетия в целом вышел из употребления. Впрочем, подобное оружие было распространено не только во Фландрии, но и во Франции, а возможно, и в Англии. Две фигуры на надгробии сэра Хью Гастингса в Эльсинге (1347) несут «большую палку», похожую на годендаг.
- Прибытие Ги Намюрского
и Гийома Юлихского в Брюгге.
- Осада замка Вейнендале.
- Фаланга фламандских ополченцев.
- Строй фламандцев в битве при Куртре.